# Коада Язулуй
Коада Язулуй (рум. Coada Iazului) — село в Сынжерейском районе Молдавии. Наряду с селом Старые Биличены входит в состав коммуны Старые Биличены.

## География
Село расположено на высоте 93 метров над уровнем моря.

## Население
По данным переписи населения 2004 года, в селе Коада Язулуй проживает 423 человека (211 мужчина, 212 женщины).
Этнический состав села:
| Национальность | Число жителей | Процентный состав |
| -------------- | ------------- | ----------------- |
| украинцы       | 224           | 52.96             |
| молдаване      | 181           | 42.79             |
| русские        | 14            | 3.31              |
| поляки         | 3             | 0.71              |
| прочие         | 1             | 0.24              |
| Всего          | 423           | 100%              |